# Francisco Pinto Balsemão
Francisco José Pereira Pinto Balsemão (Lisbona, 1º settembre 1937) è un politico portoghese.
Membro del Partito Social Democratico, di cui fu fondatore insieme a Francisco Sá Carneiro, fu Primo ministro dal 9 gennaio 1981 al 9 giugno 1983.
Sposato, laureato in Giurisprudenza all'Università di Lisbona. Oltre all'attività politica, è stato giornalista fondando il settimanale Expresso.
Attualmente è imprenditore e presiede la holding dell'informazione Impresa, quotata nella Borsa di Lisbona nel paniere PSI-20, proprietaria tra l'altro, della rete televisiva privata Sociedade Independente de Comunicação (SIC), la prima nel suo genere in Portogallo, anch'essa da lui fondata nel 1992, e di altre attività nei media.